# Ahéville
Ahéville é uma comuna francesa na região administrativa de Grande Leste, no departamento de Vosges. Estende-se por uma área de 5,84 km². Em 2010 a comuna tinha 71 habitantes (densidade: 12,2 hab./km²).